# Jadwiga Moll
Jadwiga Anna Moll (ur. 15 października 1949 r.) – polska profesor nauk medycznych specjalizująca się w zagadnieniach z zakresu pediatrii, szczególnie kardiochirurgii i kardiologii dziecięcej. Wykładowca na Wydziale Wojskowo-Lekarskim Uniwersytetu Medycznego w Łodzi, pracownik naukowy Instytutu „Centrum Zdrowia Matki Polki” w Łodzi.
Absolwentka XXI Liceum Ogólnokształcącego im. Bolesława Prusa w Łodzi, oraz studiów medycznych na Wydziale Lekarskim Uniwersytetu Medycznego w Łodzi (rocznik 1973). Doktoryzowała się w 1979, habilitowała się w 1998 roku na Wydziale Lekarskim łódzkiego UM pisząc rozprawę zatytułowaną Znaczenie wskaźników echokardiograficznych w diagnostyce i perspektywnej ocenie leczenia, przełożenia wielkich pni tętniczych (TGA) metodą korekcji anatomicznej. Tytuł profesora nauk medycznych nadano jej w 2006 roku.
Synowa Jana, żona Jacka, również kardiologów. Wraz z mężem otrzymała Nagrodę św. Kamila oraz Order Uśmiechu. Współautorka książki pt. Mam dziecko z wadą serca. W marcu 2021 otrzymała Krzyż Pro Ecclesia et Pontifice.

## Wybrane prace naukowe
Jadwiga Moll jest autorką lub współautorką następujących prac naukowych:
- 1997: Comparison of the surface structure of carbon films deposited by different methods[13]
- 2005:
  - Walwuloplastyka balonowa w krytycznym zwężeniu zastawki aortalnej u noworodków[14]
  - Nietypowe zabiegi interwencyjne z zastosowaniem stentów wewnątrznaczyniowych w leczeniu dzieci z zespołem niedorozwoju lewego serca[15]
  - Effect of cardiopulmonary bypass on neutrophil activity in pediatric open-heart surgery[16]
- 2009: Ciężkie powikłania cewnikowania serca i zabiegów kardiologii interwencyjnej u dzieci - retrospektywna analiza jednoośrodkowa[17]
- 2010:
  - Neoaortic Valve Function 10 to 18 Years After Arterial Switch Operation[18]
  - Case report – Late coarctation of aorta caused by protrusion of Amplatzer duct occluder – a case report of trans-catheter treatment[19]
- 2011: Late emergency arterial duct stenting in a patient with tetralogy of Fallot and occluded Blalock-Taussig shunt[20]
- 2014: Intra-uterine growth restriction as a risk factor for hypertension in children six to 10 years old : cardiovascular topic[21]
- 2016:
  - Assessment of systemic right ventricular function using tissue Doppler imaging in children with hypoplastic left heart syndrome after Fontan operation — preliminary results[22]
  - Initial experience with live three-dimensional image overlay for ductal stenting in hypoplastic left heart syndrome[23]
  - Kiedy objawy kliniczne wskazują na wrodzoną wadę serca u dziecka?[24]